# Anatol Josepho

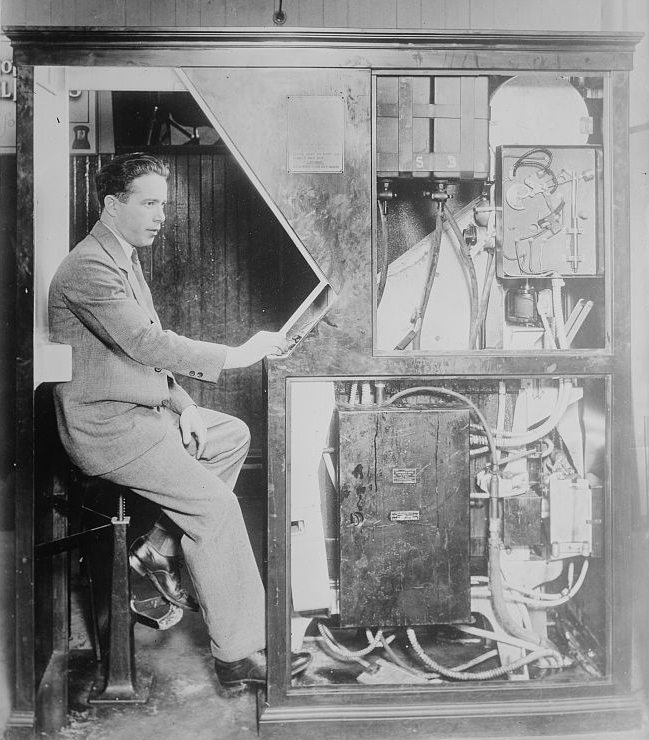
Anatol Josepho im Jahr 1927 im Innern seiner Fotokabine, Photomaton genannt

Anatol Marco Josepho (* 31. März 1894 in Tomsk als Anatoli Markowitsch Josefowitsch, russisch Анатолий Маркович Йозефович; † 16. Dezember 1980 in San Diego) war ein russisch-US-amerikanischer Erfinder.

## Leben
Anatoli Josefowitsch war Sohn eines Juweliers. Schon als Kind interessierte er sich für Kameras. Im Alter von 15 Jahren reiste er nach Berlin und arbeitete dort in einem Fotostudio. 1912 besuchte er erstmals die USA, fand dort aber keine Arbeit und kehrte vorerst nach Europa zurück. In Budapest eröffnete er ein eigenes Studio. Zu Beginn des Ersten Weltkrieges wurde er in Ungarn interniert. 1918 gelangte er über das vom Bürgerkrieg geschüttelte Russland in die Mandschurei. 1921 eröffnete er ein Studio in Shanghai, das er zwei Jahre später verkaufte, um erneut in den USA sein Glück zu versuchen.
Von Seattle aus gelangte er über Zwischenstationen in San Francisco und Hollywood, wo er sich mit der dortigen Filmtechnik vertraut machen konnte, nach New York City. Dort gelang es ihm, mit Unterstützung von Freunden und Verwandten die Summe von 11.000 US-Dollar aufzubringen, um seine Idee eines Fotoautomaten zu realisieren. Am 27. März 1925 reichte er ein Patent ein, das ihm am 7. Juni 1927 zugesprochen wurde. Im September 1925 eröffnete er auf dem Broadway ein Studio mit seinem neuen Photomaton, in dem man nach Einwurf eines Quarters acht Fotos innerhalb von acht Minuten erhielt. Das Geschäft erwies sich als großer Erfolg; pro Tag standen 2.000 Kunden an, um sich fotografieren zu lassen. Im Juli 1926 heiratete er die Schauspielerin Hannah Belle Kehlmann, mit der er später zwei Söhne hatte. Im März 1927 verkaufte er die Rechte an dem Photomaton für eine Million US-Dollar an ein Konsortium unter Führung von Henry Morgenthau senior. Die Hälfte des Geldes spendete Josepho für wohltätige Zwecke, worauf ihm in der Presse unterstellt wurde, ein Sozialist zu sein. Er selbst bezeichnete sich in einem Interview als unpolitisch. Zunächst blieb er technischer Berater und Vizepräsident der schnell expandierenden Firma Photomaton Incorporated, später zog er nach Kalifornien und arbeitete dort weiterhin als Erfinder. 1941 schenkte er den Boy Scouts of America ein Grundstück bei Santa Monica von über 100 Acres im Wert von 55 Millionen US-Dollar, das heutige Camp Josepho. Kurz vor seinem Tod 1980 erhielt er die Ehrendoktorwürde des Technion in Haifa. Josepho starb im Alter von 86 Jahren an den Folgen eines Schlaganfalls.